# NGC 6374
NGC 6374 (другие обозначения — NGC 6383, GCL 70, OCL 1026, ESO 393-SC7) — рассеянное скопление в созвездии Скорпион.
Этот объект занесён в новый общий каталог несколько раз, с обозначениями NGC 6374, NGC 6383.
Этот объект входит в число перечисленных в оригинальной редакции «Нового общего каталога».